# 보루 (건축)

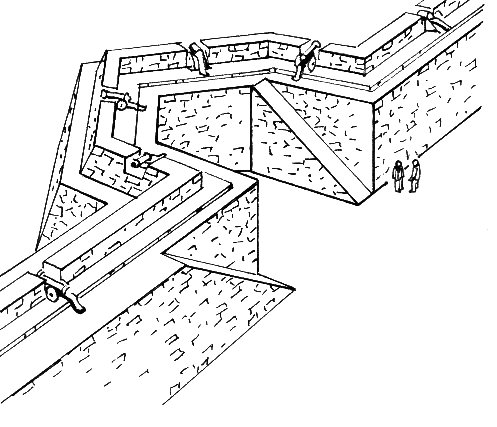

보루(堡壘, bastion)는 적의 침입을 막기 위해 튼튼하게 쌓은 시설물로, 주로 소규모 성곽을 일컫는다. 전쟁 때의 군사적 요충지에 집중적으로 설치되었으며, 일반적으로 돌이나 콘크리트로 쌓았다.

## 같이 보기
- 아차산 일대 보루군